# Smala
Pour les articles homonymes, voir Smala (homonymie).

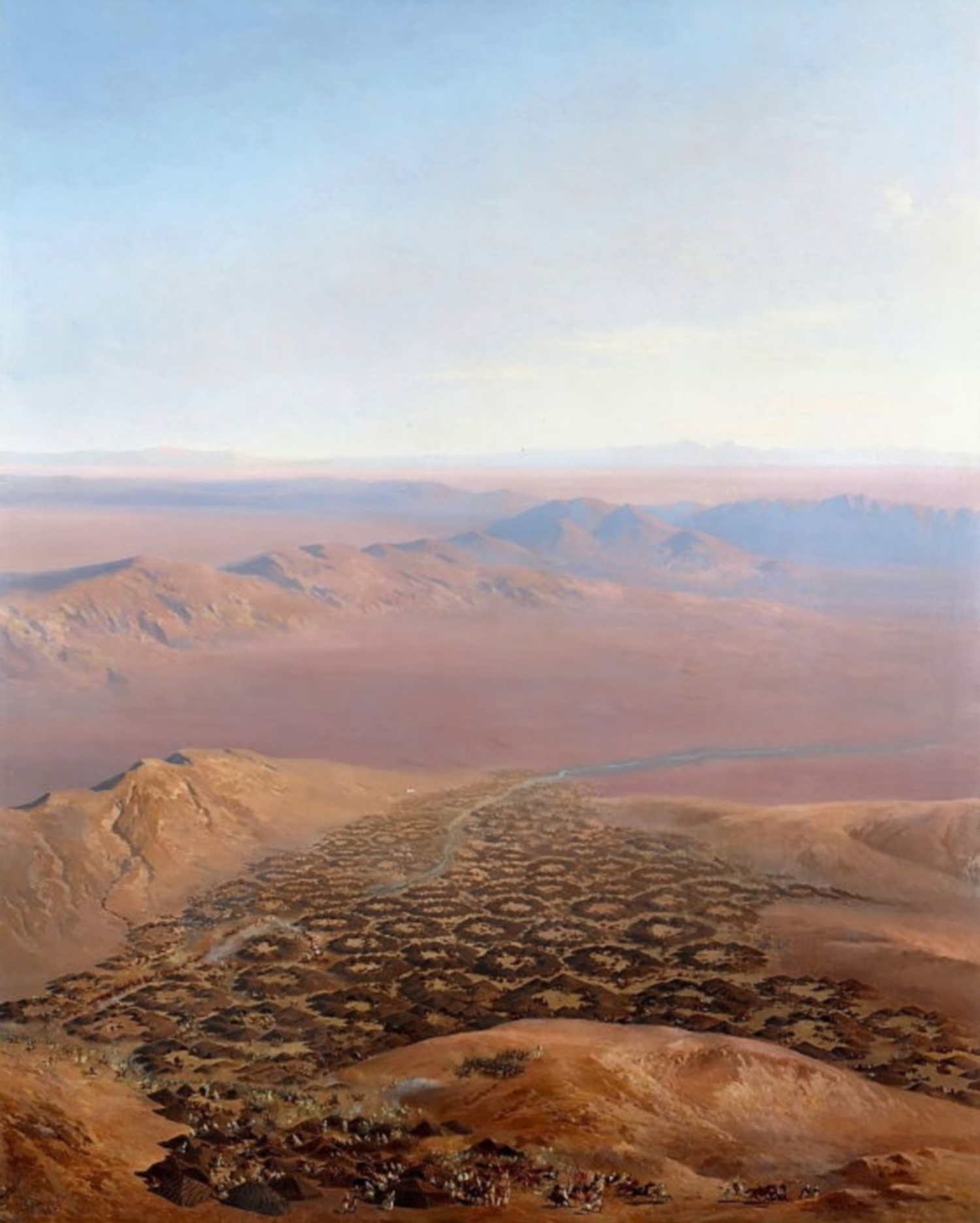
La smalah d'Abdelkader installée à la source de Taguine, représentée par Jean-Antoine-Siméon Fort.

Smala ou smalah (terme francisé) provient du terme arabe algérien زمالة, zmâla, qui désigne une réunion de tentes abritant des familles et les équipages d'un chef de tribu qui l'accompagnent lors de ses déplacements.
Désigne plus familièrement une suite nombreuse qui vit au côté d'une personne, et/ou qui l'accompagne partout.

## Terminologie
Le substantif féminin « smala » est un emprunt à l'arabe maghrébin zmāla; terme lui-même emprunté au berbère tazzmalt (en tifinagh ⵜⴰⵣⵣⵎⴰⵍⵜ) « attroupement, foule ».

## Histoire
La régence d'Alger faisait officiellement partie de l’Empire ottoman, mais était de fait autonome. Jules de Polignac chercha un succès militaire pour redorer le blason de la France sous Charles X, en juillet 1830. Il décide de faire occuper ce pays.
La smala se présente comme un vaste campement de toile, caractérisé par l'agencement de multiples enceintes circulaires. La smala est une  capitale itinérante de quelque 30 000 personnes, composée d'hommes (artisans, fonctionnaires) mais aussi de femmes, d'enfants et de serviteurs. L'enceinte centrale revêt une importance significative, logeant non seulement la famille de l'émir, mais également renfermant une grande bibliothèque, composée d'ouvrages rédigés en langue arabe.
Les effectifs destinés à la protection de la smala se chiffrent en quelques centaines de combattants, au maximum. Cette capitale en perpétuelle itinérance, étalée sur plusieurs kilomètres, s'est substituée à Tagdemt, l'ancienne capitale qu'Abd el-Kader avait établie durant les premières années de son règne. Cette substitution intervint à la suite de la prise de contrôle de Taqdemt par les forces françaises en 1839.
Le 16 mai 1843, pendant la conquête, une colonne de 500 cavaliers menés par le duc d'Aumale, fils du roi Louis-Philippe Ier, s'empare d'une partie de la smala de l'émir Abd el-Kader, qui résistait à la colonisation de l'Algérie.
Le duc d'Aumale écrivait : « J'ai obtenu un succès que je n'avais jamais espéré... Je crains seulement que l'on ne s'en exagère les conséquences. C'est une très heureuse affaire, ce n'est pas la fin de la guerre. »
Du Maroc où il se réfugie l'émir continuera un Jihâd contre l'armée de la Monarchie de Juillet. Pourchassé par le sultan du Maroc, il tenta de replier son État itinérant dans le Rif. Il capitula finalement en 1847, contre la promesse de trouver refuge en Syrie. Après cette reddition, le processus de la colonisation de l'Algérie prit son essor. 
Partout où s'est déployée la Smala de l'Émir Abd El-Kader, on a baptisé l'endroit Smala[réf. nécessaire], ce qui est le cas du plus ancien quartier de Zemmora, près de Relizane, dans l'Ouest algérien.

## Organisation de la smala

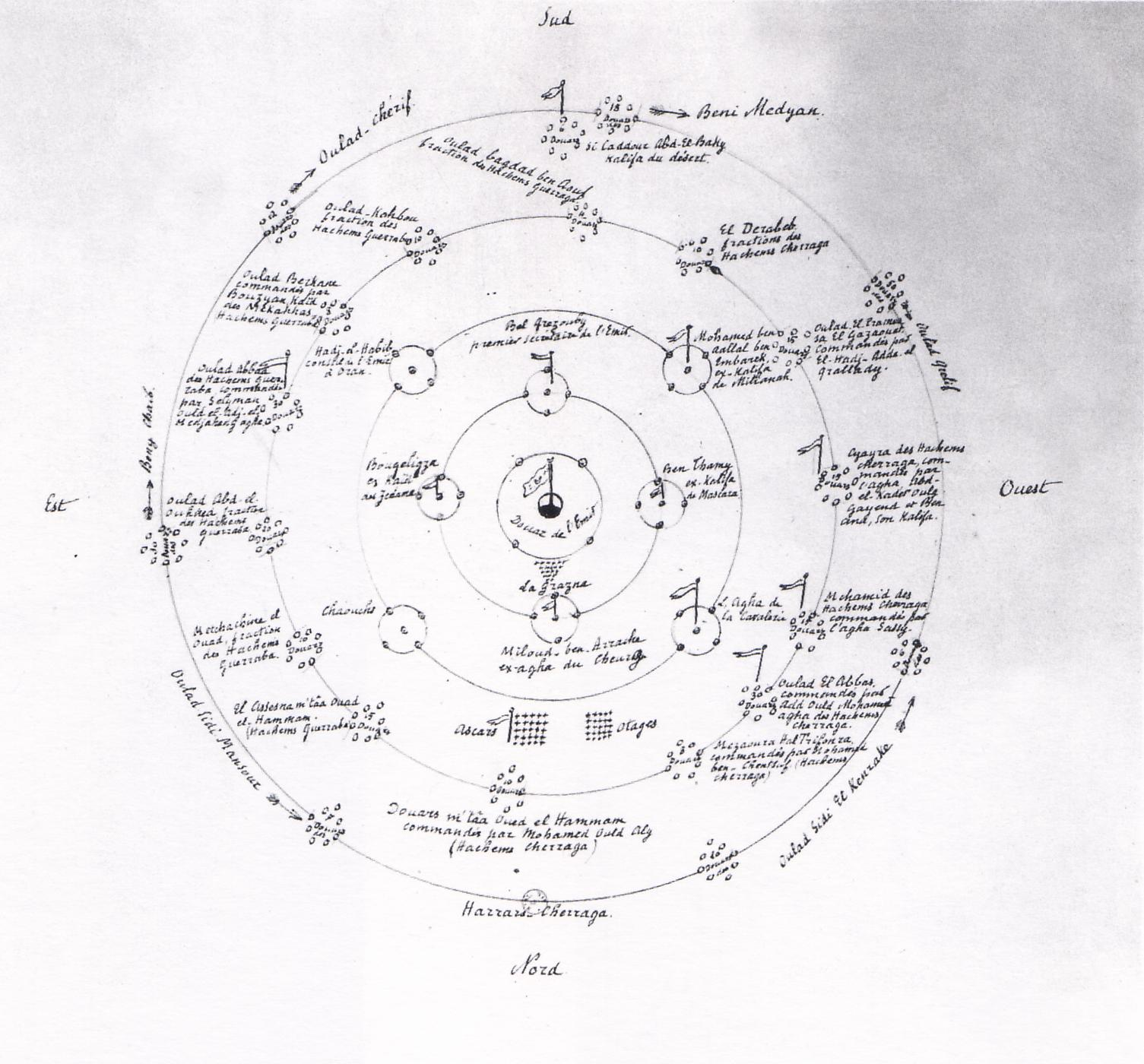
Disposition schématique de la smalah d'Abd el Kader, d'après les indications du colonel Daumas.

La smala se composait de quatre enceintes :
- La première, qui entoure le Douar de l'Emir Abd-El-Kader est constituée par les tentes dépendant de quatre grands notables dont le premier secrétaire de l'Emir, Bel Kharoubi.
- La seconde comprenait notamment l'étendard du Khalifa de Miliana, Ben Allal.
- La troisième était formée par les Hachem-Cherraga et par les Hachem-Gharaba.
- La quatrième enceinte, était formée par les tribus du Sud et notamment du Sersou.

## Art
Le roi Louis-Philippe Ier mandate l'artiste peintre Horace Vernet dans le dessein de célébrer la prise de la smala. La toile, d'une envergure inégalée, s'étend sur une longueur de 21 mètres pour une hauteur de 5 mètres. Son dévoilement lors de l'exposition au Salon de l'année 1845 sera couronné d'un grand succès.

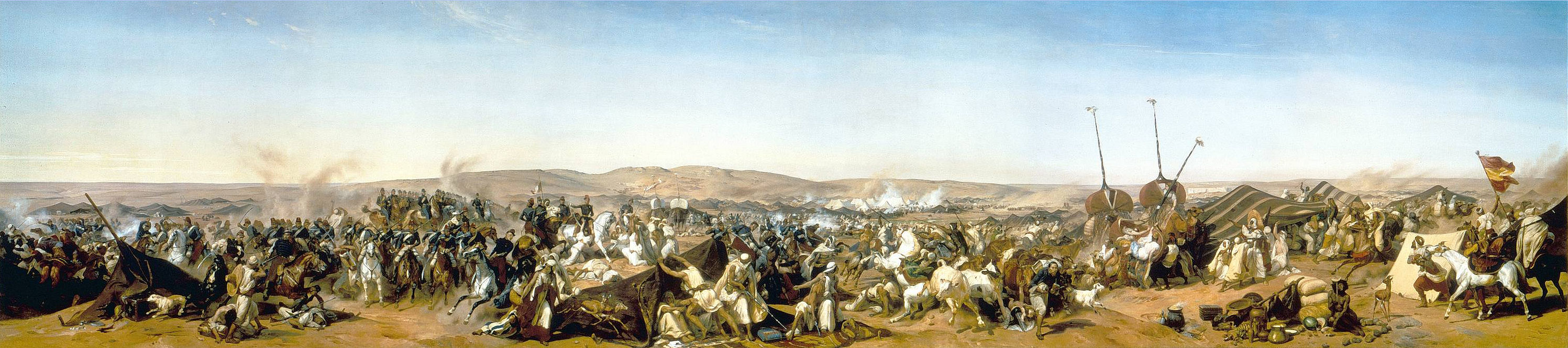
Prise de la smalah d'Abd-el-Kader, 16 mai 1843 par Horace Vernet.